# Cambodia Angkor Air
Air Cambodia (in khmer: កម្ពុជា អង្គរ អ៊ែ រ) è la compagnia aerea di bandiera della Cambogia con base a Phnom Penh nata nel 2009 e controllata dal Governo della Cambogia.
La sede della compagnia aerea si trova al #206A, Preah Norodom Blvd, Phnom Penh.
Nel 2019 ha trasportato 868.000 passeggeri.

## Storia
Cambodia Angkor Air fu fondata nel luglio 2009 dal governo cambogiano e da Vietnam Airlines con un capitale iniziale di $100 milioni. La compagnia aerea nasce come joint venture dal governo cambogiano (51%) e Vietnam Airlines (49%), andando a sostituire la compagnia aerea nazionale Royal Air Cambodge, che ha cessato le operazioni nel 2001.Il 28 luglio 2009 Cambodia Angkor Air ha lanciato i primi voli con il suo ATR 72-500 sulle seguenti rotte: Phnom Penh - Siem Reap, Phnom Penh - Ho Chi Minh e Siem Reap - Ho Chi Minh. Il 2 settembre 2009, la compagnia riceve il suo primo Airbus A321-200.
Il 30 novembre 2012, la compagnia aerea inaugura i voli verso la Thailandia, con la rotta Siem Reap - Bangkok tutti i giorni, togliendo così il monopolio al vettore thailandese Bangkok Airways su questa rotta.
A settembre 2013, la compagnia aerea ha lanciato i suoi voli inaugurali verso la Cina con la rotta Siem Reap - Guangzhou, operata quotidianamente con un Airbus A321.
Nel dicembre 2016 la compagnia riceve il suo primo Airbus A320-200.
Il 16 aprile 2020, per via delle difficili condizioni operative causate dalla pandemia di COVID-19, Vietnam Airlines annuncia di aver venduto la sua partecipazione del 49% in Cambodia Angkor Air ad un acquirente non divulgato.
Il 1° gennaio 2025, la compagnia cambiò nome da Cambodia Angkor Air ad Air Cambodia.

## Destinazioni

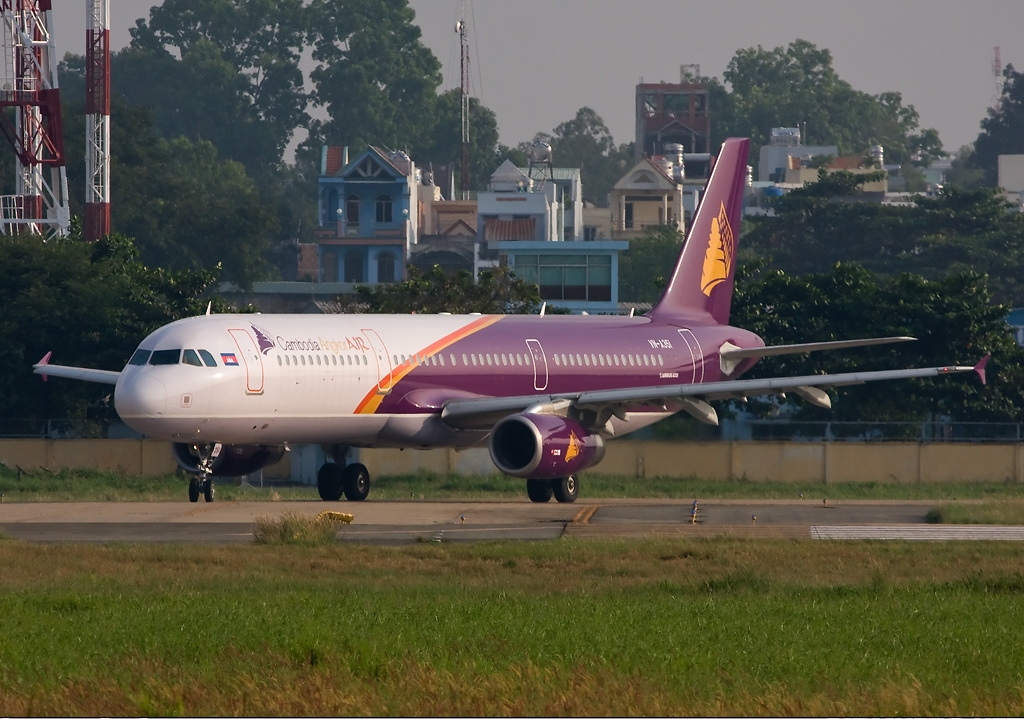
Un Airbus A321-200 sulla pista dell'Aeroporto Internazionale Tan Son Nhat

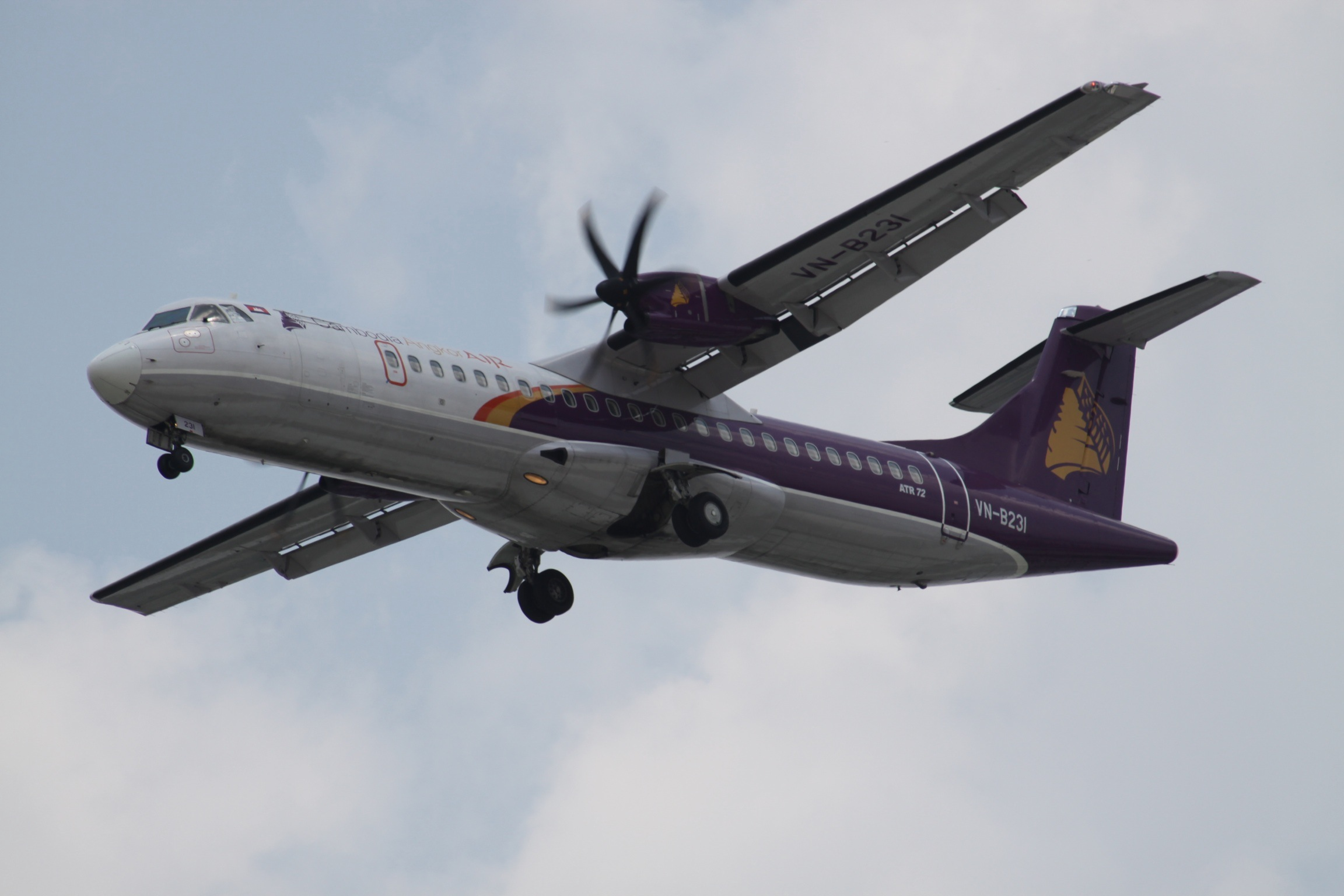
Un ATR 72-500 in fase di atterraggio all'Aeroporto Internazionale Tan Son Nhat

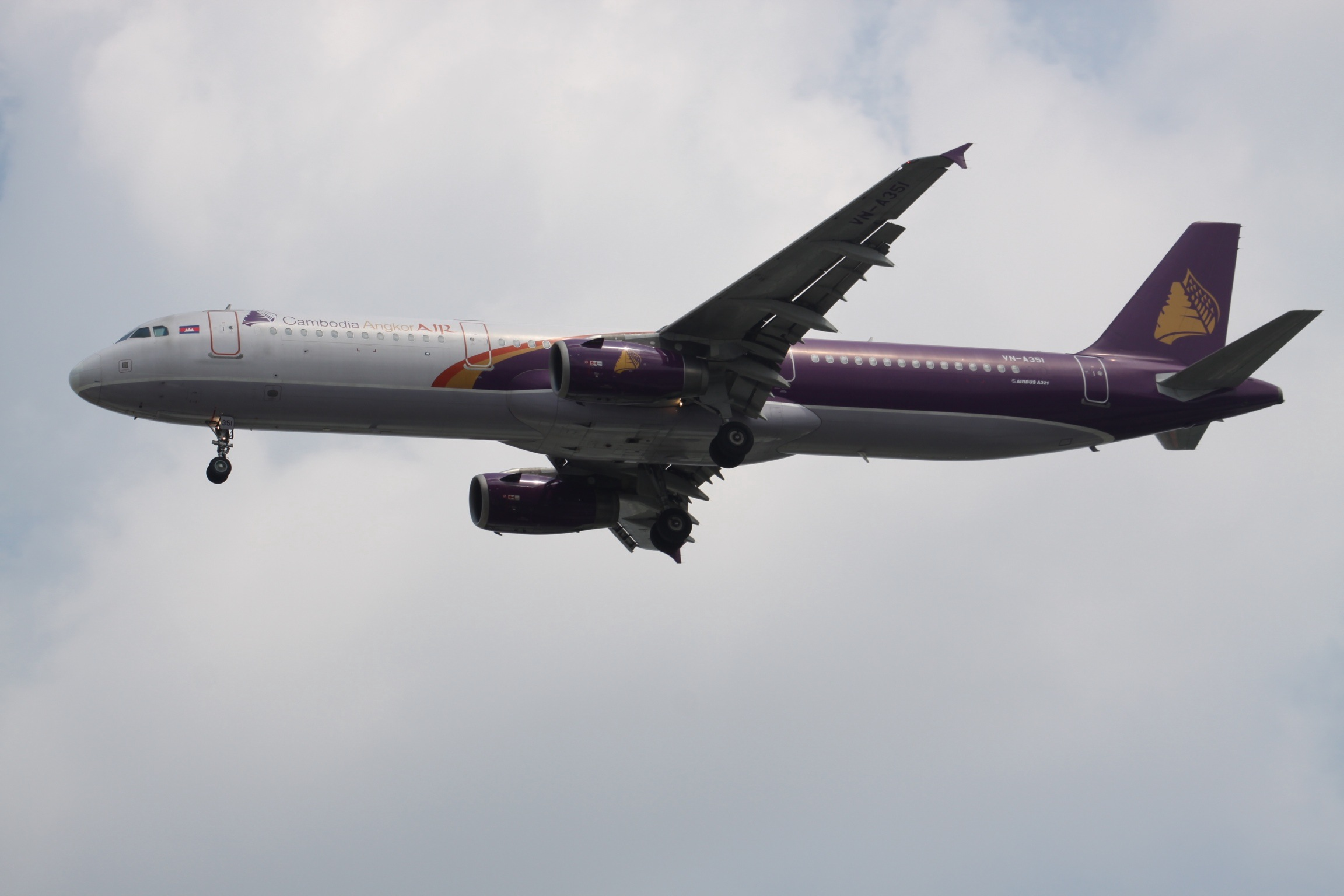
Un Airbus A321-200 in fase di atterraggio all'Aeroporto Internazionale Tan Son Nhat

Cambodia Angkor Air, a gennaio 2021, serve 8 destinazioni tra Cambogia, Cina e Vietnam.
 Cambogia:
- Siem Reap
- Sihanoukville

 Cina:
- Guangzhou
- Hangzhou
- Pechino
- Shanghai

 Vietnam:
- Da Nang
- Ho Chi Minh

## Flotta
A gennaio 2021, la flotta della Cambodia Angkor Air ha un'età media di 7,7 anni ed è composta dai seguenti aeromobili:

## Programma fedeltà
AngkorWards è il programma frequent flyer della Cambodia Angkor Air che offre ai soci la possibilità di accumulare punti, con la quale è possibile riscattare diversi premi a scelta.

## Servizi

### Cabina
Gli aerei della Cambodia Angkor Air operano con una configurazione di cabina a 2 classi: Premium Economy Class ed Economy Class.

#### Premium Economy Class
La Premium Economy Class offre ai propri clienti una serie di privilegi. Infatti, i passeggeri hanno accesso alla lounge dell'aeroporto, il check-in prioritario e una franchigia bagaglio di 40KG.

#### Economy Class
L'Economy Class è dotata di sedili con un ampio spazio per le gambe. Qualsiasi servizio extra è a pagamento.

### Pasti a bordo
Cambodia Angkor Air offre ai passeggeri snack e bevande esclusivamente a pagamento.

## Accordi commerciali
Cambodia Angkor Air ha siglato un accordo di code sharing solamente con Vietnam Airlines.

## Incidenti
Di seguito si citano gli incidenti con o senza conseguenze rilevanti a passeggeri ed equipaggio, nonché strutturali del velivolo coinvolto:
- 2 aprile 2016, il volo Cambodia Angkor Air XU-235, un ATR 72-200, diretto verso Ho Chi Minh da Phnom Penh, dopo l'atterraggio sulla pista, a causa del forte vento laterale, ha virato bruscamente uscendo fuori pista. L'aereo ha riportato lievi danni, ma nessun passeggero è rimasto ferito.[15]